# Pakokku
Pakokku (birmanisch ပခုက္ကူ, BGN/PCGN: pagukku) ist eine Stadt in Myanmar mit etwa 130.000 Einwohnern. Sie liegt in der Magwe-Division am Nordufer des Irrawaddy knapp 30 km nordöstlich von Bagan.

## Verkehr
In der Nähe befindet sich eine große Straßenbrücke über den Irrawaddy. Außerdem verfügt die Stadt über den Flughafen Pakokku (IATA: PKK, ICAO: VYPU).

## Wirtschaft
Das Handelszentrum Pakokku liegt inmitten eines fruchtbaren Schwemmlandes, auf dem Tabak, Baumwolle, Chili, Thanaka und Erdnüsse angebaut werden.

## Bildung
- Pakokku University
- Computer University (Pakokku)
- Nursing University (Pakokku)
- Pakokku Education Degree College
- Technological University (Pakokku)[1]

## Sehenswürdigkeiten
- Ti-ho-shin-Tempel (im 12. Jahrhundert von König Alaung-si-thu begründet)
- Shwe-tan-tit-Pagode (mit großen Chinthei-Figuren und ungewöhnlichen, vom Anfang des 20. Jahrhunderts stammenden Wandmalereien)
- Mahawyithutayama-Kloster (mit Mönchsuniversität)
- Mandalay-Taik-Kloster (mit Mönchsuniversität)

## Persönlichkeiten
- Myo Ko Tun (* 1995), Fußballspieler